# D.I. (groupe)
Pour les articles homonymes, voir D.I..
D.I. est un groupe américain de punk hardcore, originaire de Fullerton, en Californie. 

## Histoire
D.I. est formé en 1981 par Casey Royer, alors que son groupe principal Adolescents, dont il était le batteur, s'était temporairement séparé. L'abréviation « D.I. » signifie Drug Ideology. Le premier EP du groupe contenait encore des morceaux que Royer avait initialement écrit pour Adolescents. Dans les années qui suivent, le groupe D.I. est souvent temporairement mis de côté, mais il est toujours réactivé avec Royer comme seul membre constant. Le groupe est étroitement lié aux Adolescents et à Social Distortion.
En 1983, D.I. fait une apparition dans le film Suburbia de la réalisatrice Penelope Spheeris, ce qui a donné au groupe une certaine popularité. En 1996, le groupe de thrash metal Slayer reprend le morceau de D.I. Richard Hung Himself pour son album Undisputed Attitude. En 2008, le guitariste Craig Jewett est diagnostiqué avec un cancer de la gorge ; par la suite, un concert de charité est organisé avec, entre autres, TSOL et Agent Orange. En mars 2011, le chanteur Royer est arrêté et condamné en avril à 90 jours de prison pour avoir consommé de l'héroïne en présence de son fils de 12 ans.

## Style musical
Steven Blush considère que le style musical et le personnel du groupe sont étroitement liés à la scène punk et hardcore du comté d'Orange, qui comprenait notamment Social Distortion, The Adolescents, Agent Orange et TSOL au début des années 1980. Le magazine web d'information musicale Blabbermouth.net qualifie le groupe de « pionniers du punk » et leur musique de « punk rock controversé et puissant ». Le journal hawaïen Star Advertiser définit le style musical du groupe comme « du punk à la C(omté d') O(range) pur et old-school. »

## Discographie
- 1983 : D.I. [Team Goon][6] (EP, Revenge Records)
- 1985 : Ancient Artifacts (Reject Records)
- 1986 : Horse Bites, Dog Cries (Reject Records)
- 1988 : What Good Is Grief to a God? (Triple X Records)
- 1989 : Tragedy Again (Triple X Records)
- 1994 : State of Shock (Doctor Dream Records)
- 2002 : Caseyology (Cleopatra Records)
- 2007 : On the Western Front (Suburban Noize Records)
- 2012 : United We Slam (EP, Hand Grenade Records)
- 2020 : Flashback Favorites (album de reprises)
- 2021 : Greatest Hits A-Z (compilation)